# Poissonfordeling
 Denne artikel bør gennemlæses af en person med fagkendskab for at sikre den faglige korrekthed.

Poissonfordeling er en diskret sandsynlighedsfordeling, som anvendes for at beskrive hændelser, som indtræffer uafhængigt af hinanden. Den finder en antaget binomialfordeling, hvis {\displaystyle n} er stor og {\displaystyle p} er lille (tommelfingerregel: hvis {\displaystyle p<0,1} kan den aktuelle binomialfordeling tilnærmes med poissonfordelingen Po(m), der {\displaystyle m=np}). Sandsynlighedsfunktionen er
{\displaystyle {P(X=x)=}{{e^{-m}m^{x}} \over x!}.}
Poissonfordelingen har den egenskab, at både forventningsværdien og variansen er {\displaystyle m}.

## Poissonproces
Poissonproces er en heltalsværdi og stokastisk proces i kontinuerlig tid, som anvendes for at beskrive tilfældige hændelser, som sker med en vis intensitet. Processen anvendes i tilfælde, hvor man skal beskrive for eksempel en kø. Hvis intensiteten er konstant, er der tale om en homogen Poissonproces, i andre tilfælde er processen inhomogen. 
Det gælder for en Poissonproces X(t), {\displaystyle t\geq 0} med intensitetsfunktion {\displaystyle \lambda (t)} at:
- X(t) er et øgende heltal. Desuden er X(0) = 0
- X(t) har uafhængige stigninger. Det indebærer, at X(t) – X(s) og X(v) – X(u) er uafhængige for hvert valg af {\displaystyle 0\leq s<t<u<v}
- {\displaystyle X(s+t)-X(t)} er Poissonfordelt med parameter {\displaystyle \int _{t}^{s+t}\lambda (u)du}

Desuden, hvis λ er konstant, er processen stationær, og hændelseafstanden er uafhængig og eksponentialfordelt. 
Poissonprocessen kan generaliseres til en mere almen delmængde af {\displaystyle \mathbb {R} ^{n}}.